# Baranówka (Petite-Pologne)
Pour les articles homonymes, voir Baranówka.
Baranówka (prononciation : [baraˈnufka]) est une localité polonaise de la gmina de Kocmyrzów-Luborzyca, située dans le powiat de Cracovie en voïvodie de Petite-Pologne.